# Stronghold Crusader
Stronghold: Crusader — відеогра, стратегія в реальному часі. Самостійний аддон до стратегії Stronghold, випущений компанією Firefly Studios в 2002 році. Гра присвячена хрестовим походам на Близькому Сході. 28 травня 2008 року відбувся реліз доповнення Stronghold Crusader Extreme, що включає нові місії і битви. Остання версія гри — 1.4.  24 вересня 2014 року було випущено продовження Stronghold Crusader 2.

## Режими гри

### Історичні кампанії
У грі доступні 4 історичні кампанії:
- До зброї! — кампанія, присвячена Першому хрестовому походу 1094—1099 років. Найпростіша кампанія, в ході якої гравець освоює управління замком, принципи оборони і облоги.
- Завоювання Саладіна — кампанія, присвячена походів Саладіна 1187 року. У гравця під контролем лише арабські війська, немає власної бази, всі місії облогового типу.
- Королівський Хрестовий похід — кампанія, присвячена походу короля Англії Річарда Левине Серце, імператора Німеччини Фрідріха I Барбаросси і короля Франції Філіпа II і спробі звільнення Єрусалиму. Всі місії носять суто оборонний характер (але в останній гравцеві надається можливість захопити замок, а потім його утримати).
- Війни хрестоносців — кампанія, яка не претендує на історичну достовірність, але відображає дух епохи воєн хрестоносців за землі на Близькому Сході. В місіях нам зустрічаються знайомі по грі Stronghold антагоністи: Герцог де Пюс (Пацюк), герцог Борегар (Змія), герцог де Трюф (Кабан) і герцог ді Вольпе (Вовк).

### «Шлях хрестоносця»
У грі присутня особлива кампанія — «Шлях хрестоносця». Вона складається з 50 карт, не пов'язаних певним сюжетом, незважаючи на заголовок «50 сюжетно-пов'язаних місій». Гравець проходить 50 місій, наближаючись до мети. У кожної місії є певні вороги і союзники (останні зустрічаються не у всіх рівнях). У міру проходження кампанії місії будуть ставати складніше, а вороги небезпечніше. Деякі карти зустрічаються кілька разів.

### Окремі карти
Це класичний режим поєдинку проти комп'ютерного супротивника. Гра може проходити на одній із самостійних карт, а також карт, створених гравцем. Гравець може налаштувати кількість комп'ютерних супротивників (від 1 до 7), союзи, а також початкові умови поєдинку.

### Вільне будівництво
Цей режим гри, знайомий нам по першій частині гри. Гравцеві пропонується побудувати село, замок і т. ін. на місцевості без будь-яких обмежень. Також доступний редактор подій, що викликається клавішею F1.

### Редактор карт
Даний режим дозволяє створити свою власну мапу — для багатокористувацької гри, гри з комп'ютерними супротивниками, вільне будівництво і окрему місію.

## Список гравців
Список гравців представлений для версії 1.2, гри Stronghold Crusader Extreme, Warchest, Deluxe. У версії 1.0, 1.1 — перші 8 супротивників.

## Війна
Військова система мало змінилася порівняно з першою частиною гри. Додалися арабські юніти. Вони частково дублюють стандартних: раб, арабський лучник, пращник, арабський мечник, ассасин, кінний лучник і вогнеметальник. Всі ці юніти наймаються в таборі найманців за золото. Раби — єдині з арабів, які можуть копати рів. До облогових знарядь додали вогненні балісти, якими можна як підпалювати ворожі будови, так і знищувати юнітів супротивника. Унікальним нововведенням є ассасіни, які можуть піднятися на ворожі мури за допомогою кішок і, перебивши охорону, відкрити ворота або нейтралізувати стрільців, а також невидимими для ворогів, поки не підійдуть досить близько до них. В іншому, бойова система не зазнала змін.

## Економіка
Всі ланцюжки виробництва залишилися колишні. Змінилися деякі ціни (наприклад, на нафту).

Володіння гравця під час місії

### Будівництво замку
Замок складається з основних рядів оборони (стін, веж і барбаканів) і допоміжних будівель (казарма, табір найманців, гільдії саперів і інженерів). Барбакани служать для пропуску своїх військ через систему оборони. Також за ним війська можуть піднятися на стіни. До барбаканів можуть бути прибудовані підйомні мости для подолання рову. Основна частина стрілецьких військ в обороні розміщується на вежах. Вони розрізняються за розмірами, ціною та міцністю. На особливо великих баштах можна розміщувати метальні знаряддя. Крім цього, в замку є будови для найму військ — казарми і табір найманців. В гільдії інженерів і саперів можна наймати додаткових юнітів.

### Видобуток ресурсів
Для роботи замку потрібні ресурси. Всі вони зберігаються на складах, які потрібно час від часу розширювати. У грі доступні: камінь, залізо, нафта і дерево. Дерево виробляють лісоруби, зрубуючи дерева в лісі, а всі інші ресурси, що видобуваються на родовищах. Для транспортування каменя потрібні прив'язі з волами, всі інші ресурси доставляються на склад самими працівниками виробництв.

### Сільське господарство
Сільське господарство необхідно для того, щоб годувати населення міста. Доступні: яблука, м'ясо, сир, хліб і хміль. Яблука, сир і м'ясо виробляються прямо на фермах, а хліб і ель проходять довгий виробничий ланцюжок. Хліб при цьому є найбільш ефективним способом організувати постачання їжі в замок. Всі напівфабрикати (борошно, пшениця і хміль) зберігаються на складі, також як і ель. Їжа зберігається в коморі. Істотною відмінністю стало те, що тепер ферми можна розміщувати тільки в оазисі.

### Міські будови
Вони забезпечують життєдіяльність міста. Основним будівлями в місті є: будинки (для забезпечення житлом населення), церкви, колодязі (для гасіння пожеж) і аптеки.
Також можливо створювати об'єкти залякування та розваг («батоги» і «пряники»). Їх споруда впливає на популярність і силу військ. У порівнянні зі звичайним Stronghold відбулися серйозні зміни: тепер для будівництва храмів потрібно тільки золото, а церква і собор автоматично дають бонус до популярності правителя.

### Збройові майстерні
У майстернях виробляють зброю для армії. Різні роди військ вимагають свої типи озброєнь, які проводяться в майстернях. Більшість майстерень вимагають для роботи дерево або залізо, а шкіряна майстерня — шкури корів молочних ферм.

## Модифікації та доповнення

### Stronghold Crusader Warchest
Додаток для Stronghold Crusader. В порівнянні з оригінальною грою додалося:
- 8 додаткових комп'ютерних супротивників
- Додаткова кампанія з 30 місій
- Магія
- Нескінченні війська
- Нові карти

Крім того до гри було випущено кілька фанатських доповнень і модів.

## Цікаві факти
- Якщо натискати F1 — F10 і Ctrl + F1 — F10, то можна почути різні образи. Вони були передбачені і в англійській версії.
- У грі Stronghold нафта коштує 30 монет за 1 од., а в Stronghold Crusader — 20 монет, тоді як в більш пізніх іграх серії (Stronghold 2, Stronghold Legends) нафта значно подорожчала.
- В іграх Stronghold і Stronghold Crusader якщо натиснути на будівлю ринку, а потім — на кнопку «ціни на товари», то можна побачити, що борошна не вистачає. Вартість його — 160 монет і 50 монет за 1 од.
- Деякі звуки з гри зустрічаються і у фільмі Рідлі Скотта «Царство небесне».[джерело не вказане 4566 днів]
- Якщо зайти в гру 25 грудня і запустити гру з комп'ютерними супротивниками, то один з них привітає вас з Різдвом